# Stade d'eau vive de Tournon-Saint-Martin
Le stade d’eau vive de Tournon-Saint-Martin est un stade d'eau vive artificiel située sur la commune de Tournon-Saint-Martin, dans le département de l'Indre, en région Centre-Val de Loire.

## Caractéristiques
Le stade est situé dans l’ancien bief qui alimentait le « moulin Chantecreuse » sur la rivière Creuse,. En amont du complexe sportif se trouve un seuil qui permet via une vanne de faire fonctionner l'installation.

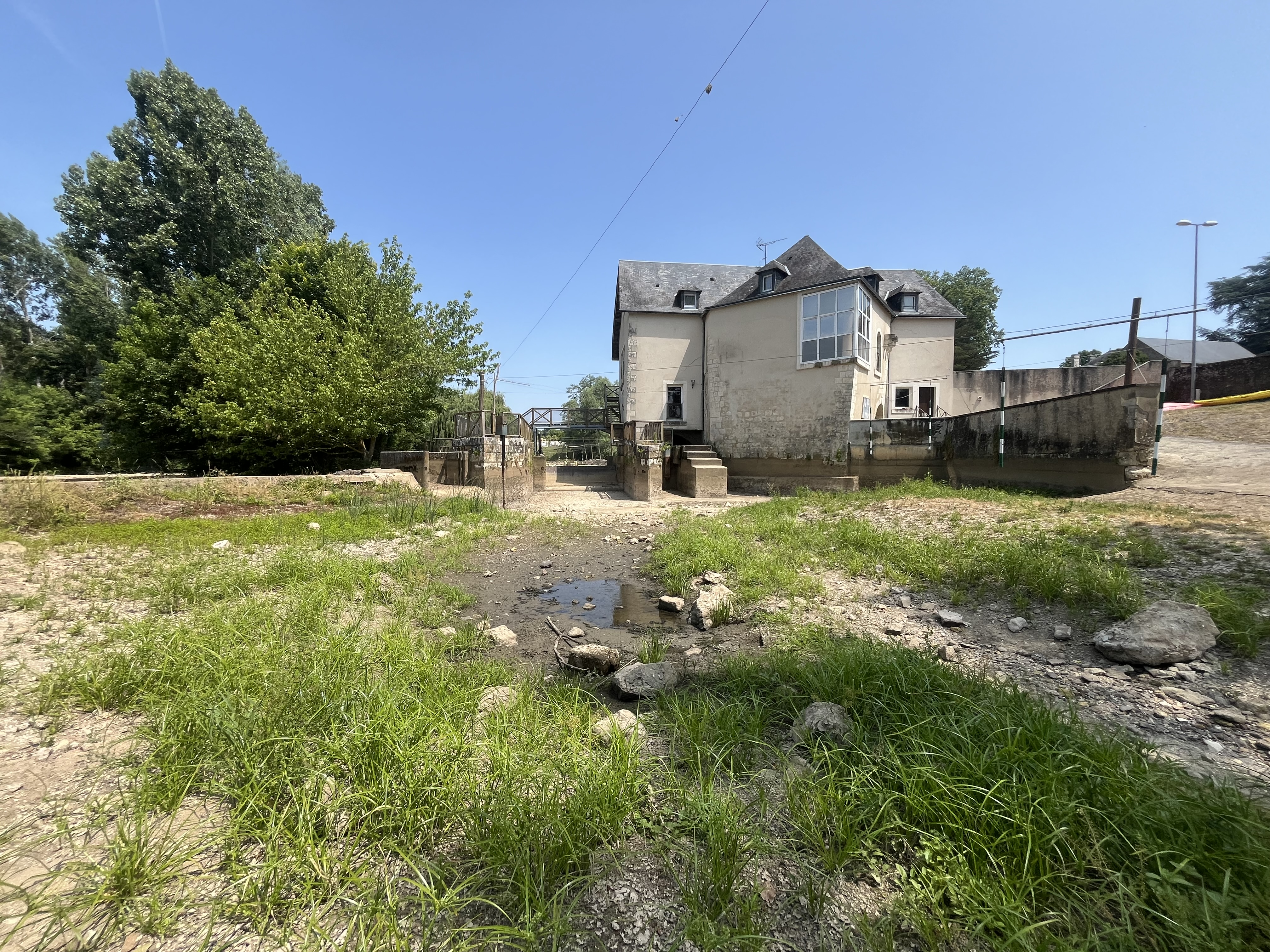
Moulin Chantecreuse.
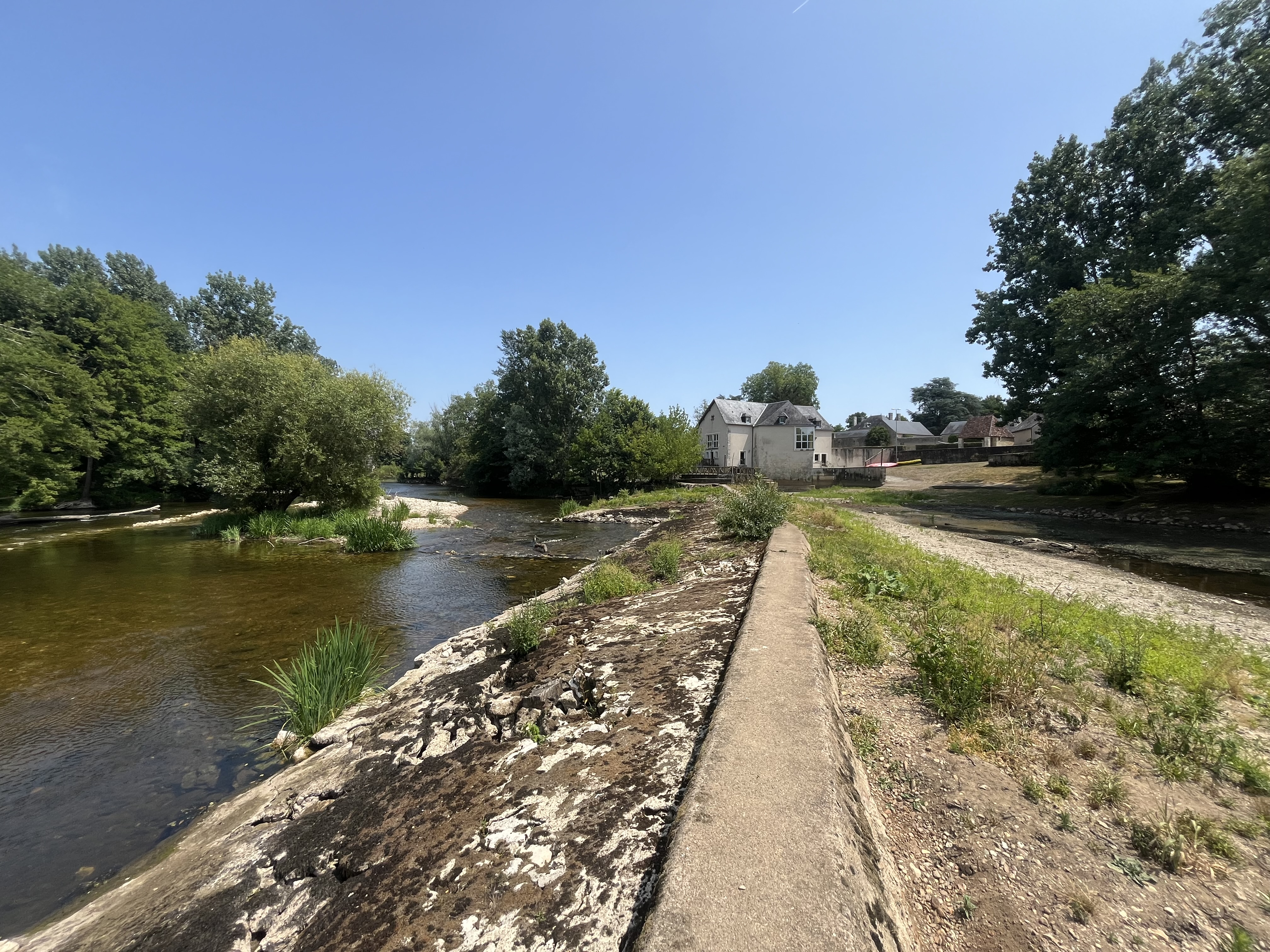
Seuil.
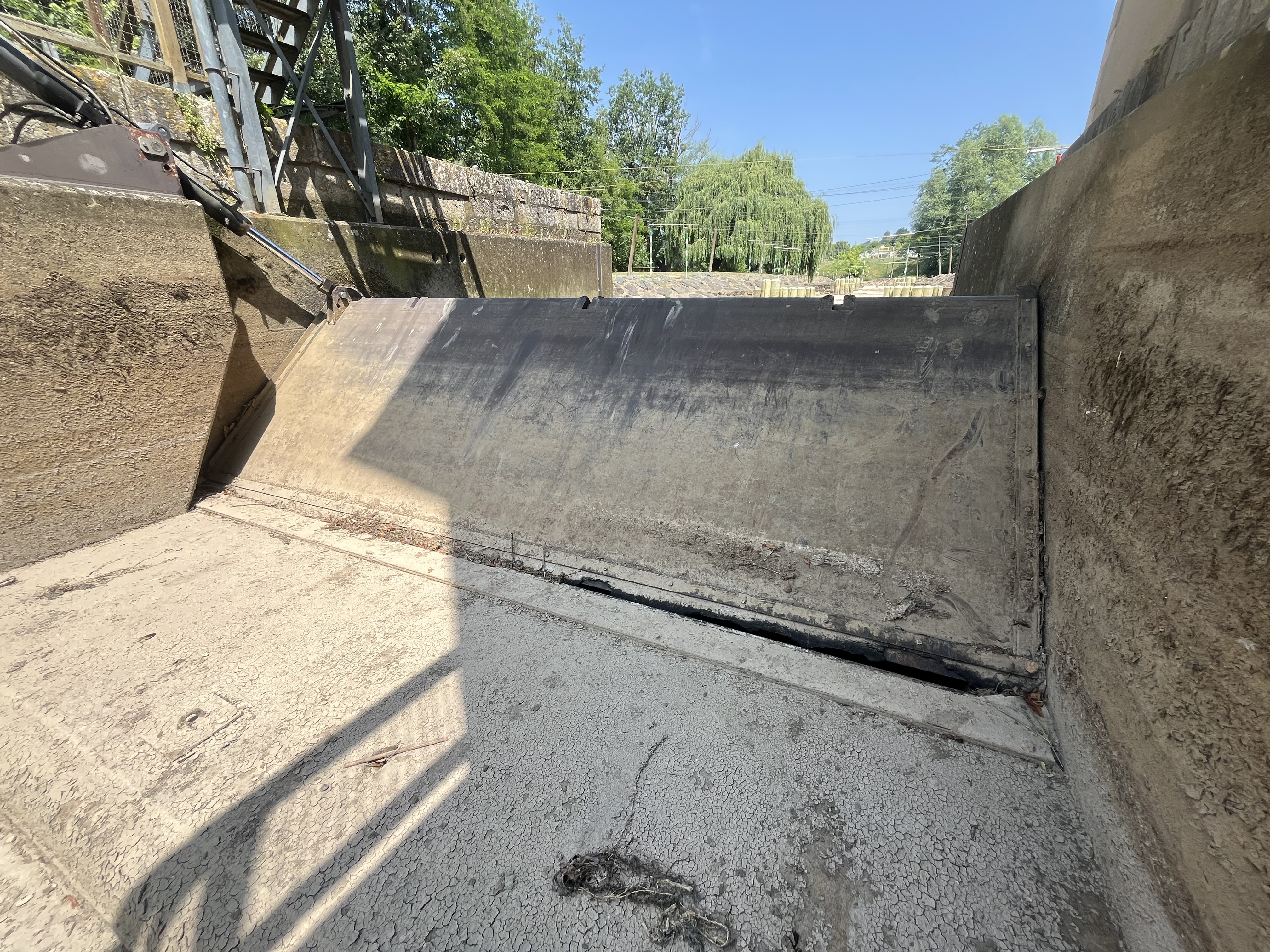
Vanne.

Il mesure 120 mètres de long et 10 mètres de large avec une pente à 10 m/km. Il est constitué de quatre bassins successifs, dans lesquels l’eau s’écoule, de cascade en cascade, sur cinq mètres de dénivelé. Un automate fait en sorte que le débit ne soit jamais inférieur à 4 m3/s, le minimum autorisé sur la Creuse.

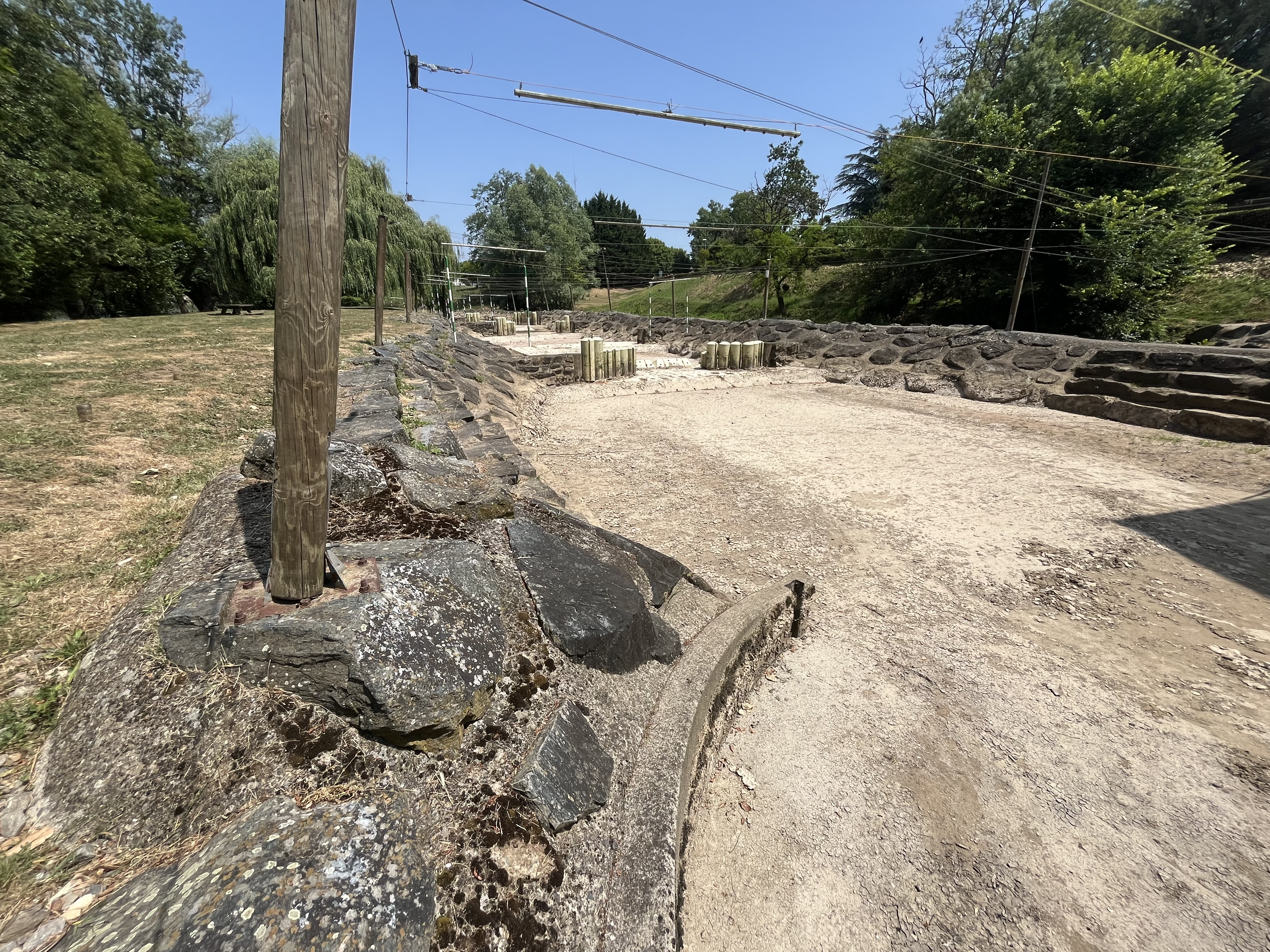
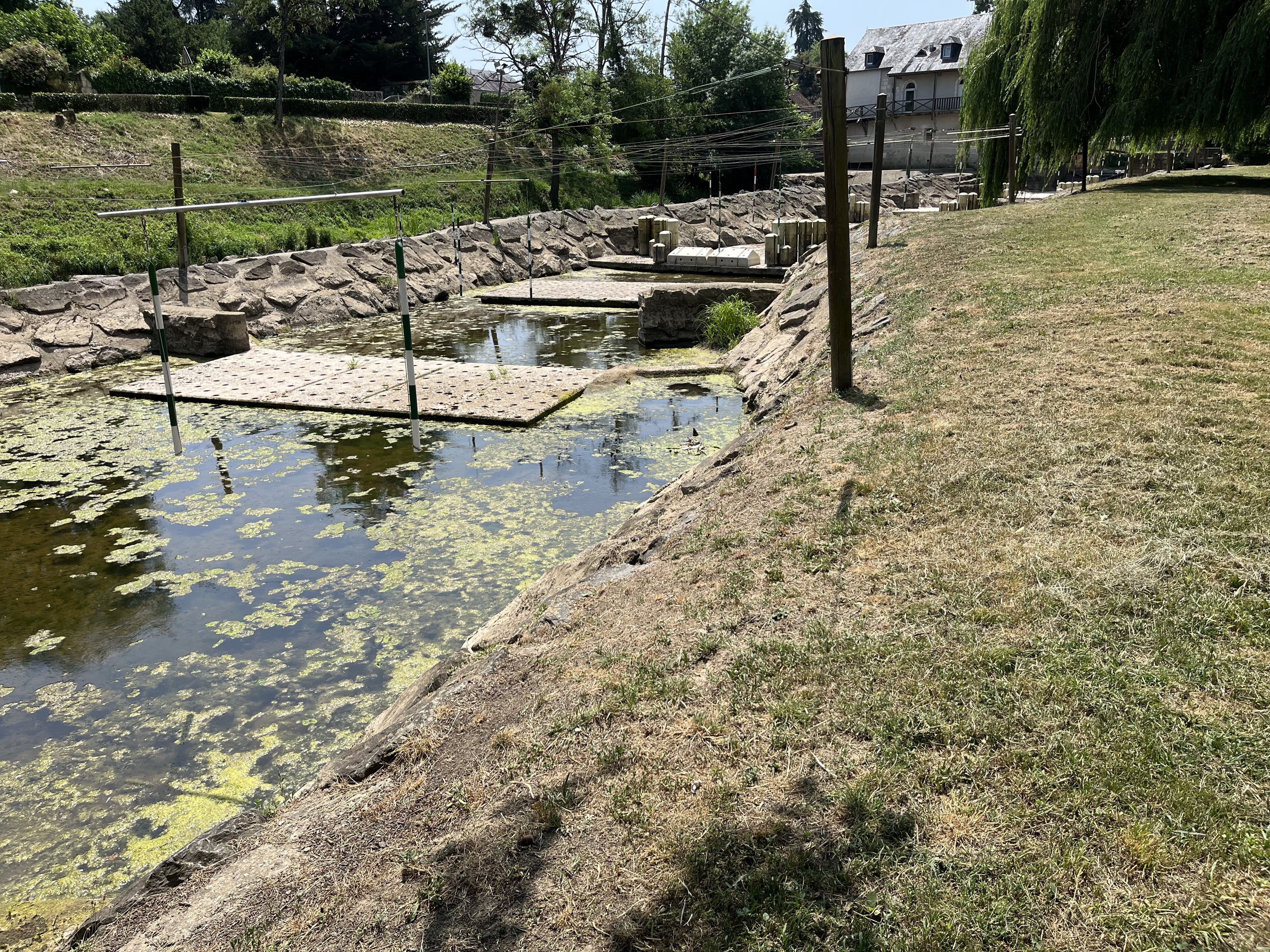

## Histoire
Le stade fut construit en 2000 et inauguré en 2001.
Le 7 décembre 2023, une crue de la Creuse à créé une brèche sur le seuil. Aujourd’hui la brèche est toujours présente ce qui a pour conséquence un usage très limité du stade.

La brèche du seuil en 2025
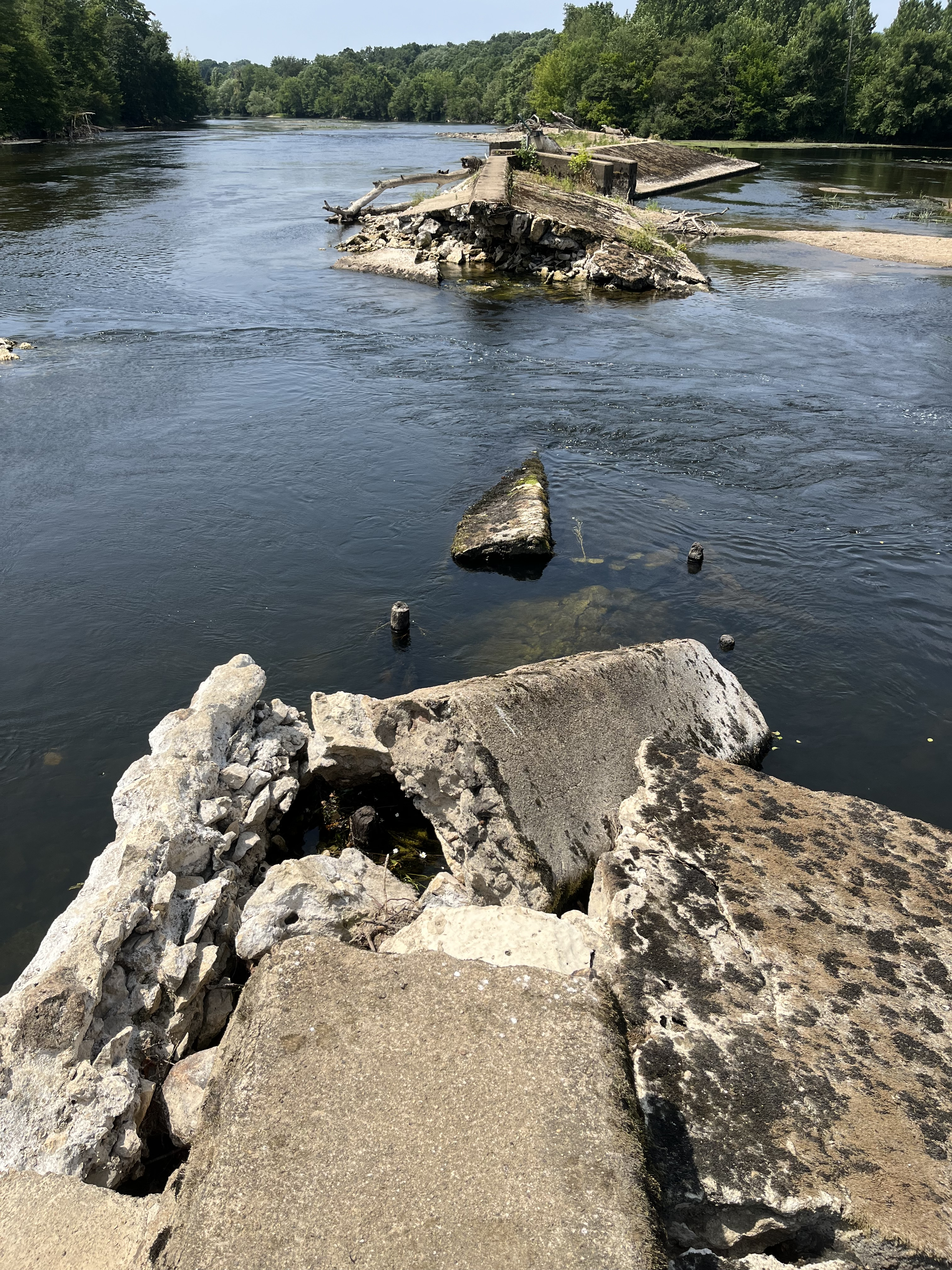
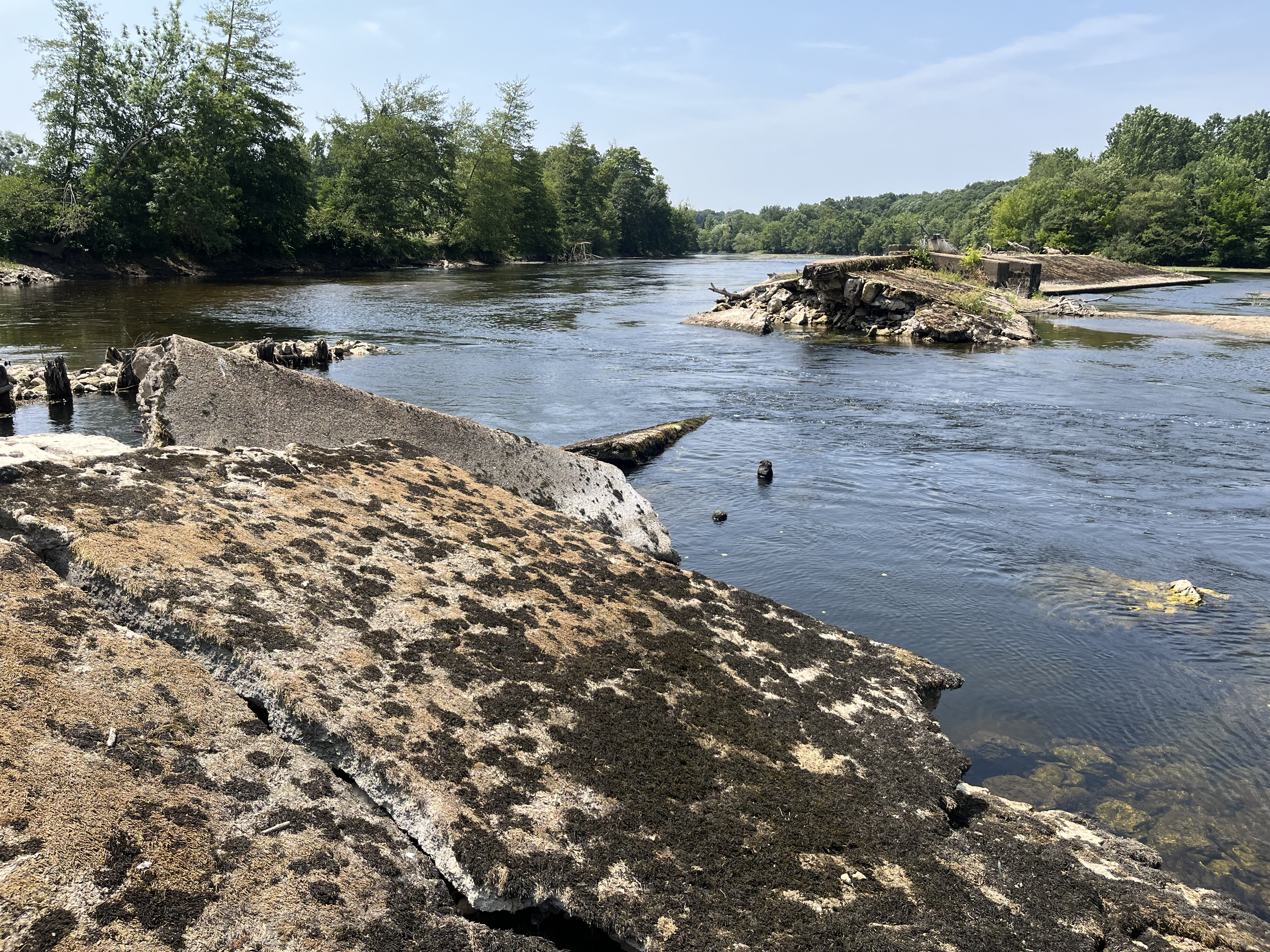